# Borinquena
Borinquena is een geslacht van haften (Ephemeroptera) uit de familie Leptophlebiidae.

## Soorten
Het geslacht Borinquena omvat de volgende soorten:
- Borinquena carmencita
- Borinquena contradicens